# Fruiz
Fruiz (spanisch Frúniz) ist eine Gemeinde mit 576 Einwohnern (Stand: 2024) in der Provinz Bizkaia im spanischen Baskenland. Die Gemeinde besteht neben dem Hauptort Fruiz aus den Ortschaften Mandaluiz, Andeko, Olalde, Lotina, Batiz, Botiola, Plakonalde und Ugane.

## Geographische Lage
Fruiz befindet sich etwa 16 Kilometer nordöstlich von Bilbao in einer Höhe von ca. 60 m. Durch die Gemeinde fließt der Butroe.

## Einwohnerentwicklung
| 1900 | 1910 | 1920 | 1930 | 1940 | 1950 | 1960 | 1970 | 1981 | 1991 | 2001 | 2011 | 2021 |
| ---- | ---- | ---- | ---- | ---- | ---- | ---- | ---- | ---- | ---- | ---- | ---- | ---- |
| 452  | 494  | 499  | 504  | 470  | 454  | 425  | 420  | 286  | 318  | 345  | 469  | 548  |

## Sehenswürdigkeiten

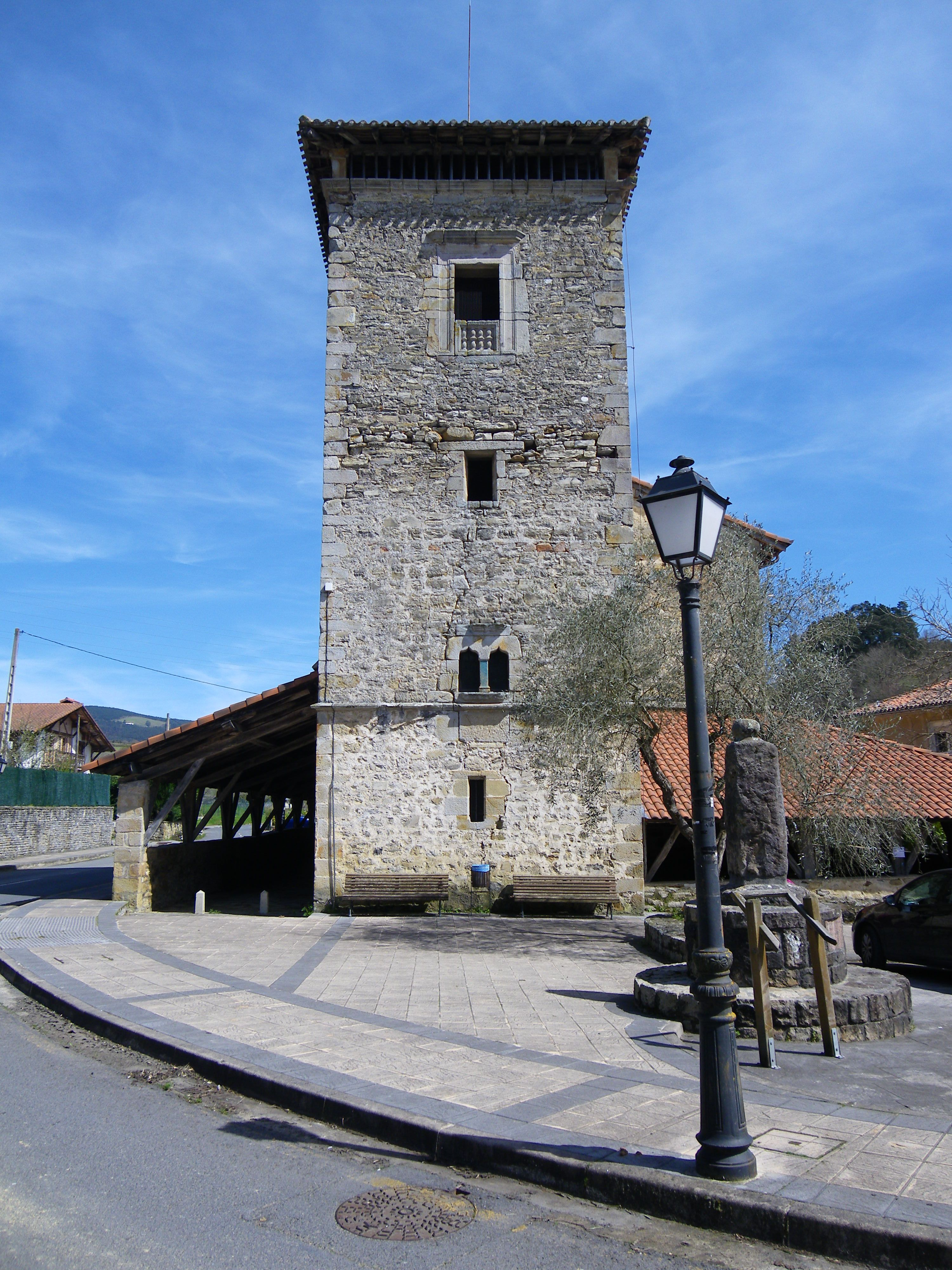
Salvatorkirche
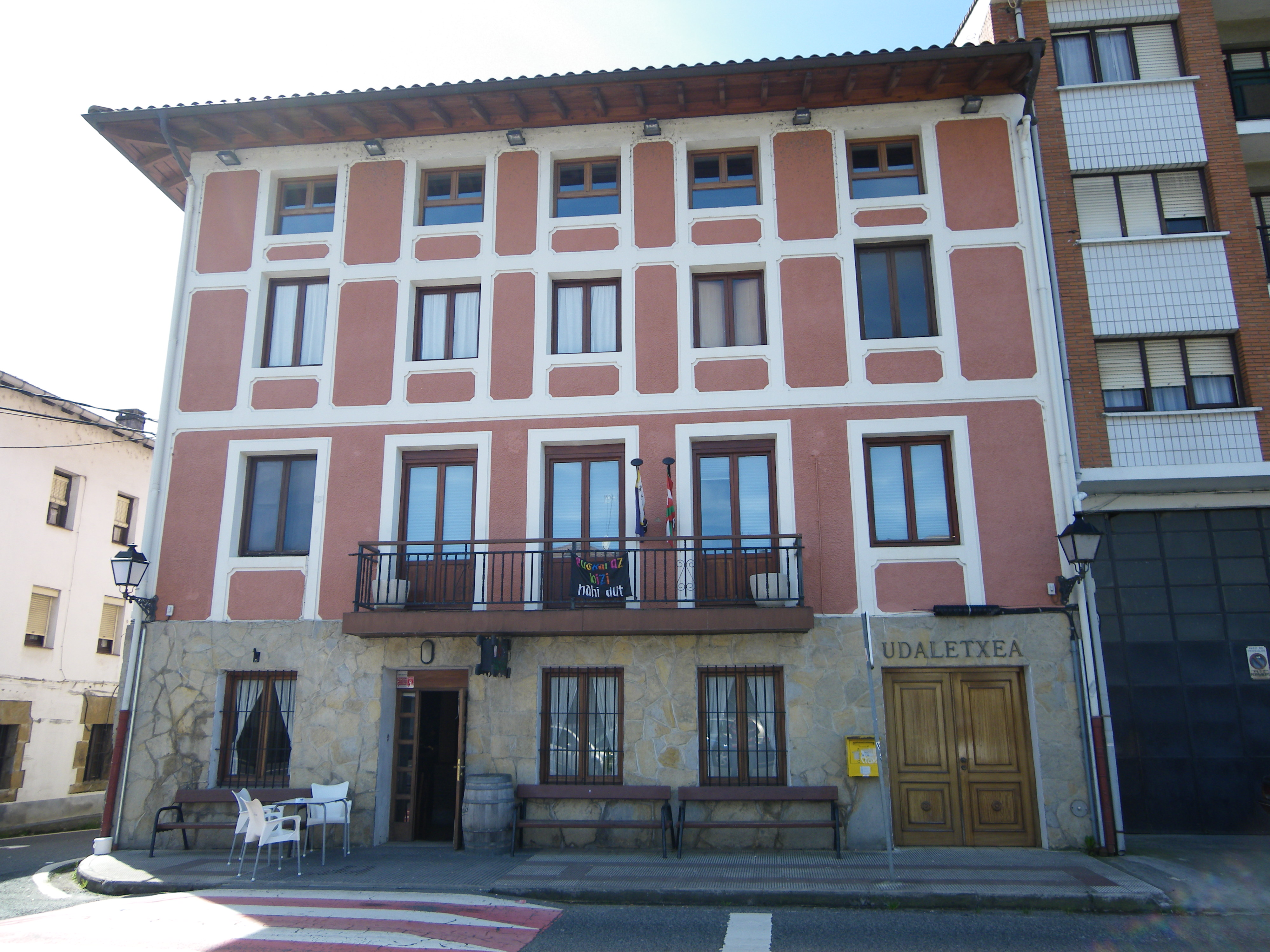
Rathaus

- Salvatorkirche
- Rathaus

## Persönlichkeiten
- Venancio Celestino Orbe Uriarte (1927–2008), Prälat von Moyobamba
- Juan María Uriarte Goiricelaya (1933–2024), Bischof von Zamora (1991–2000) und von San Sebastián (2000–2009)
- Iñaki Mallona Txertudi (1934–2021), Bischof von Arecibo (1991–2010)